# Штучний сечовий міхур
Штучний сечовий міхур — це штучний орган, признаений для виведення сечі. Двома основними методами заміни функції сечового міхура є перенаправлення потоку сечі або заміна самого сечового міхура.

## Розробка
30 січня 1999 року вчені повідомили, що вирощені в лабораторії сечові міхури були успішно пересаджені собакам. Ці штучні сечові міхури добре працювали на собаках майже рік.
У 2000 році була розроблена нова методика створення штучного сечового міхура для людини. Ця методика називається ортотопічною методикою створення нового сечового міхура. Ця методика передбачає формування частини (зазвичай від 35 до 40 дюймів, тобто від 88 до 101 см) тонкої кишки пацієнта для формування нового сечового міхура; однак ці сечові міхури, виготовлені з кишкових тканин, викликали неприємні побічні ефекти. Сучасний стандарт відновлення пошкодженого сечового міхура передбачає часткову або повну заміну органу за допомогою тканини з тонкої кишки.
У 2006 році в «The Lancet» з'явилася перша публікація про експериментальну трансплантацію біоінженерних сечових міхурів. У дослідженні брали участь 7 осіб із розщепленням хребта віком від 4 до 19 років, за якими спостерігали протягом 5 років після операції, щоб визначити віддалені наслідки. Штучні сечові міхури підготувала та провела дослідницьку трансплантацію група біологів з Медичної школи Університету Вейк-Форест і Бостонської дитячої лікарні під керівництвом професора Ентоні Атали. При трансплантації біоінженерних органів, які створені з власних клітин пацієнта, тобто аутотрансплантатів, не спостерігається відторгнення трансплантата, на відміну від трансплантатів від людей або тварин-донорів.